# Carlos Polenus
Carlos Polenus (23 april 1952) is een Belgische syndicalist. 

## Levensloop
Hij werd ondervoorzitter van de ABVV-vakcentrale BBTK in 1994. 
In 2004 werd hij genoemd als nieuwe ABVV-voorzitter in opvolging van Mia De Vits, zijn tegenkandidaat was Rudy De Leeuw. Tot eindelijk was het André Mordant die voorzitter werd, in 2006 werd Mordant alsnog door Rudy De Leeuw opgevolgd in deze hoedanigheid. In 2006 werd Polenus opgevolgd door Myriam Delmée als ondervoorzitter van BBTK, zelf ging hij aan de slag als adviseur bij het IVVV en diens opvolger het IVV.